# Tizi Ghenif (comuna)
Tizi Ghenif é uma cidade e comuna localizada na província de Tizi Ouzou, no norte da Argélia. Em 2008, sua população era de 29 409 habitantes.